# Contendas do Sincorá
Contendas do Sincorá é um município brasileiro do estado da Bahia.

## História
Até 1926 existia apenas a Fazenda Riachão, onde hoje se encontra a cidade de Contendas do Sincorá. Foi quando começaram as escavações para a passagem da Estrada de Ferro Leste Brasileiro, alavancando o crescimento populacional e econômico do local. Discordâncias entre dois engenheiros responsáveis pela obra originaram o nome de Contendas, acrescido pelo nome da Serra do Sincorá, que também dá nome ao rio que banha a região. Em 1961, o distrito do mesmo nome foi criado e elevado à categoria de município.
Contendas do Sincorá recebeu status de município pela lei estadual nº 1511 de 6 de outubro de 1961, com território desmembrado de Ituaçu.